# Стебельский, Степан Ильич
Степа́н Ильи́ч Стебе́льский (укр. Степан Ілліч Стебельський, прозвище «Хрен»; 18 октября 1914, Голынь — 9 сентября 1949, Погоржелице) — майор Украинской повстанческой армии, командир сотни «Ударники-5» и 24-го тактического отделения «Маковка». Участвовал в покушении на польского генерала Кароля Сверческого. Один из основателей инженерных частей УПА.

## Биография
Окончил учительскую семинарию в Самборе и пехотное юнкерское училище, по военному образованию капрал-инструктор. Член ОУН с 1934 года. До войны работал преподавателем в Лешчаве-Гурней, где и женился. В 1939 году за националистическую деятельность сослан в концлагерь в Берёзе-Картузской, откуда бежал после разгрома Польши вермахтом и РККА. Некоторое время пробыл в Самборе, а когда в город вошли большевики, переехал в село Лещава-Горная Бирчанского района. При поддержке знакомых устроился директором школы в селе Кузьмины. Там женился на Марии Пиш.
Весной 1942 года Стебельский был арестован немцами за неподчинение приказам и отправлен в краковскую тюрьму Монтелюпих, откуда вскоре был освобождён. Состоял в ОУН-УПА официально с июня 1944 года, служил в сотне «Дружинники» командиром взвода. По свидетельству Войтеха Туки, министра иностранных дел Первой Словацкой республики, Стебельский был одним из самых жестоких боевиков УПА:
Особенно запомнился мне один из самых отъявленных громил по кличке «Хрин», по имени Степан Стебельский. Родился возле Самбора... При нападении люди его группировки появлялись в польской или советской униформе. Этот вандал хвастался тем, что раненных добивал как собак, полумертвым вспарывал животы и вешал их внутренности на ветках деревьев, отрывал им половые органы, заживо вырезал сердца и сжигал их.
28 октября 1944 в бою под Лещавой-Горной в Закерзонье Степан Стебельский был ранен в обе руки: одна из них навсегда осталась парализованной. Тем не менее, он не уволился из УПА и продолжил служить в подразделениях, переквалифицировавшись в инструктора.
Весной 1945 года им была образована сотня «Ударники 5» на основе куреня Мартина Мизерного, действовавшая в Закерзонье. 21 апреля 1945 его отряд напал на польский гарнизон в Боровнице, начав очередную цепочку массовых убийств на территории Польши. В ночь с 29 на 30 декабря 1945 его сотня атаковала Новосельце, уничтожив от 16 до 19 человек по разным данным, и сожгла 152 дома (61% от всего местечка). В августе 1946 года награждён Серебряным Крестом боевой заслуги УПА.
28 марта 1947 от рук боевиков Степана Стебельского погиб польский генерал Кароль Сверчевский, что вызвало начало серии спецопераций польских подразделений против украинских националистов с апреля 1947 (операция «Висла»). Чтобы скрыться от польских спецслужб, «Хрен» 29 июня пересёк границу СССР, возглавив 24-е тактическое отделение «Маковка». 25 августа был награждён Золотым Крестом заслуги УПА. 10 сентября 1948 его сотня была расформирована, но при этом продолжила существование «Маковка». Стебельский своими карательными действиями привлёк внимание и Чехословакии, которая стала оказывать посильную помощь польской и советской милиции. В 1948 году по приказу руководства УПА Стебельский немедленно демобилизовал все пять сотен отряда и стал пробираться через Чехословакию в американскую зону оккупации Германии во главе с курьерами Украинского главного освободительного совета.
Некоторые из политиков призывали не препятствовать переходу отряда украинских националистов, поскольку те не представляли серьёзную угрозу безопасности страны, однако о деяниях Стебельского было слишком хорошо известно, чтобы не мешать ему. 9 сентября 1949 чешская полиция атаковала его отряд и убила Степана Стебельского, а остатки отряда были разгромлены силами Чехословацкой народной армии. По другим данным, его выдали Польше вместе с Владимиром Щигельским (лейтенантом УПА), где оба и были казнены.
14 октября 2012 в Самборе была установлена мемориальная доска в честь Степана Стебельского.

## Литературные труды
Стебельский был автором книг «Зимой в бункере» (укр. Зимою в бункері) и «Сквозь смех железа» (укр. Крізь сміх заліза), в которых рассказывал подробно про «криївки», созданные украинскими повстанцами, а также о добыче пропитания, припасов и структуре убежищ повстанцев. Стебельский писал:
Конспирация – залог нашего существования и успеха, поэтому постоянно обращаем на неё строгое внимание. Особенно строительство бункера, доставка продовольствия и быт в лесу должны происходить в очень строгой конспирации.

### На польском
- A. B. Szcześniak, W. Z. Szota - "Droga do nikąd. Działalność organizacji ukraińskich nacjonalistów i jej likwidacja w Polsce", MON, Warszawa 1973
- Grzegorz Motyka, Rafał Wnuk - "Pany i rezuny. Współpraca AK-WiN i UPA 1945-1947", Warszawa 1997, ISBN 83-86857-72-2
- Grzegorz Motyka - "W kręgu Łun w Bieszczadach", Warszawa 2009, ISBN 978-83-7399-340-2

### На русском
- Годьмаш П., Годьмаш С. Подкарпатская Русь и Украина. — Ужгород, 2003.
- Н.Н. Платошкин. Борьба польских вооруженных сил против украинских националистов в 1944-1947 годах // Международная жизнь, №3. 2015

### На словацком
- Michal Šmigeľ: Banderovci na Slovensku (1945 – 1947). Banska-Bistrica, 2007

### На украинском
- Содоль П. Стебельський Степан (Хрін) // Українська Повстанча Армія. Довідник. — Нью-Йорк: Пролог, 1994. — С. 123—124.
- Українська діаспора: літературні постаті, твори, біобібліографічні відомості / Упорядк. В. А. Просалової. — Донецьк: Східний видавничий дім, 2012. — 516 с.